# Wilhelm Popp (Komponist)

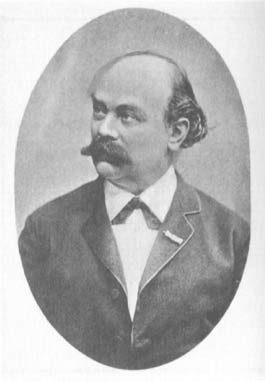
Wilhelm Popp

Wilhelm Albrecht Otto Popp (* 29. April 1828 in Coburg; † 25. Juni 1903 in Hamburg) war ein deutscher Komponist und Flötist. Er verwendete auch den französisierten Namen Guillaume Popp und das Pseudonym Henry Alberti.

## Leben
Wilhelm Popp war Hofpianist und Flötist am „Herzoglich Sächsischen Hoftheater zu Coburg-Gotha“. Seine flötistische Ausbildung erhielt er bei Caspar Kummer und Louis Drouet, über seine pianistische Ausbildung gibt es keine Hinweise. Überlieferungen zufolge muss er auch ein Klaviervirtuose gewesen sein, da er mit verschiedenen Orchestern konzertierte.
Nachdem er sich in Coburg mit der Theaterintendanz zerstritten hatte, bat er selbst um seine Entlassung und übersiedelte 1867 nach Hamburg. Dort war er Soloflötist am Philharmonischen Orchester.
Zu seinen Lebzeiten war Popp ein bekannter und geschätzter Komponist und in D. Ehrlichs 1920 veröffentlichter „The History of the Flute“ wurden seine Werke als „very well known in the musical world“ bezeichnet. Danach ist er in kaum einem Lexikon mehr auffindbar und aus seinem Gesamtwerk, das beinahe 600 Kompositionen beinhaltet, ist bis in die heutige Zeit nur ein kleiner Teil wieder aufgelegt. Der größte Teil seines Œuvres umfasst Stücke für Flöte und Klavier, wobei er dem Trend der Zeit gemäß unzählige Bearbeitungen und Fantasien über bekannte Melodien und Opernparaphrasen in jedem Schwierigkeitsgrad geschrieben hat. Sehr interessant sind seine Eigenkompositionen, seien es unzählige melodiöse Charakterstücke, seien es seine sechs Sonatinen oder seine Konzerte, auch diese in verschiedenen Schwierigkeitsstufen, so dass sowohl der Flötenanfänger als auch der Flötenvirtuose sich an dieser Literatur erfreuen kann.

## Werke
- Geschichte der Musik. Porträts, Biographien und Proben aus den Werken der berühmtesten Tondichter des 18. und 19. Jahrhunderts (erschienen ca. 1860)
- Diverse Lehrwerke für Flöte
- Die Böhm-Flöte, Uebergangsstudien vom alten zum neuen System beim Erlernen der Böhm-Flöte, Mit Klarlegung gesammelter Vorteile practisch dargestellt[1]

## Kompositionen
- Schwedisches Konzert (op. 266)
- Prélude dramatique pour flûte ou violon, violoncelle et orgue (harmonium) - Dramatisches Preludium für Flöte oder Violine, Violoncello und Orgel (Harmonium) (op. 355)
- Blumenstück (op. 383)
- Ungarische Rhapsodie für Flöte und Klavier (op. 385)
- 6 Sonatinen (op. 388 Nr. 1–6)
- Ein Abend auf der Alm, Tongemälde für Pianoforte, 1888 (op. 390)[2]
- Kleines Flötenkonzert (op. 437)
- Russisches Zigeunerlied für Flöte und Klavier (op. 462/2)
- Kleine melodische Duette (op. 480)
- „Jugend Trios“ – Sechs Tonbilder für Flöte, Violine und Klavier (op. 505)
- Leichte Etüden (op. 520)
- Staccato – Fantasie für Flöte und Klavier
- Valse Gracieuse (op. 261)
- Nightingale Serenade (op. 447)